# Кастелиц, Михаил
Михаил Кастелиц (словен. Miha Kastelic; 1 сентября 1796 — 22 октября 1868, Любляна) — словенский писатель.
Работал библиотекарем в Любляне. Главная заслуга Кастелица состоит в том, что он продолжал деятельность Водника по возрождению словенской литературы. Этому способствовало основанное Кастелицем в 1830 г. первое словенское издание «Краинская пчела» (Krajnska čbelica), в котором приняли участие Ф. Прешерн и М. Чоп.